# Robin Sachs
Robin David Sachs (5 de febrero de 1951 – 1 de febrero de 2013) fue un actor cinematográfico, televisivo y de voz de nacionalidad británica.

## Biografía
Nacido en Londres, Inglaterra, sus padres eran los actores Leonard Sachs, que había nacido en Sudáfrica, y Eleanor Summerfield.
Inició su carrera artística en 1972 con el film The Six Wives of Henry VIII, de Waris Hussein, en el que encarnaba a Thomas Culpepper, y en el mismo año actuó en Vampire Circus, actuando junto a Adrienne Corri y Anthony Higgins. Sachs actuó también en diversas series televisivas, entre ellas ITV Playhouse en 1972, y The Knock en 1991. Entre sus papeles más conocidos figuran el de Bushy en Ricardo II (1978), el de Seller en Ocean's Eleven, película de Steven Soderbergh, y el del mago Ethan Rayne en Buffy the Vampire Slayer.
Robin Sachs falleció a causa de un infarto agudo de miocardio el 1 de febrero de 2013 en Los Ángeles, California, cuatro días antes de cumplir los 62 años. Se había casado en dos ocasiones: la primera con la actriz galesa Siân Phillips (1979 - 1991), y la segunda con Casey Defranco.

## Filmografía

### Cine

#### Cortometraje
- 2011: An Unbending People, de Jesse Walvoord (voz).

#### Largometrajes
- 1972: Vampire Circus, de Robert Young.
- 1977: The Disappearance, de Stuart Cooper.
- 1983: A Flame to the Phoenix, de William Brayne.
- 1994: Innocent Adultery, de Anthony Maharaj.
- 1997: Ravager, de James D. Deck
- 1997: The Lost World: Jurassic Park, de Steven Spielberg.
- 1999: Héroes fuera de órbita, de Dean Parisot.
- 2001: Ocean's Eleven, de Steven Soderbergh.
- 2002: Megalodon (vídeo), de Pat Corbitt.
- 2003: Northfork, de los Hermanos Polish.
- 2012: Resident Evil: Damnation, de Makoto Kamiya.
- 1972: The Six Wives of Henry VIII.

### Televisión

#### Telefilmes
- 1976: East Lynne, de Barney Colehan y Philip Grout.
- 1978: King Richard the Second, de David Giles.
- 1986: Cold War Killers
- 1986: Deadly Recruits
- 1986: The Alamut Ambush
- 1991: Dynasty: The Reunion
- 1993: The Return of Ironside
- 1998: Babylon 5: In the Beginning

#### Series
- 1972: ITV Playhouse (episodio Dear Octopus).
- 1972: Love and Mr Lewisham (episodios Part 3 y Part 4).
- 1973: Upstairs, Downstairs (episodio What the Footman Saw).
- 1975: Centre Play (episodio Hoodwink).
- 1975: Quiller (episodio Safe Conduct).
- 1975: Ten from the Twenties (episodio The Anarchist).
- 1976: Crown Court (episodio Stranger in the Night: Part 1).
- 1977: Rob Roy (6 episodios).
- 1981: Retorno a Brideshead) (episodios Et in Arcadia Ego y The Bleak Light of Day).
- 1981: Diamonds (episodio Gamblers).
- 1981: Lady Killers (episodio The Root of All Evil).
- 1982: Tom, Dick and Harriet (episodio Paternal Triangle).
- 1983: Chessgame (6 episodios).
- 1983: Number 10 (episodio Old Glad Eyes).
- 1985: Kyattsu Ai (episodio Une Chasse amusante).
- 1987: Rumpole of the Bailey (episodio Rumpole and the Old, Old, Story).
- 1989: Gentlemen and Players (episodio Black Gold).
- 1989: A Fine Romance (episodio It's Just the Gypsy in My Soul).
- 1991: Herman's Head (episodio 9 1/2 Hours).
- 1991: Jake and the Fatman (episodio Abus de confiance).
- 1991: The Bill (episodio Crown v Cooper).
- 1993: Murder, She Wrote (episodio Meurtre en blanc).
- 1994: Los 4 Fantásticos (episodios The Silver Surfer & the Coming of Galactus: Part 1, The Silver Surfer & the Coming of Galactus: Part 2, The Silver Surfer & the Return of Galactus).
- 1994: Diagnosis: Murder (1 episodio).
- 1994 - 1998: Babylon 5 (6 episodios).
- 1995: Walker, Texas Ranger (1 episodio).
- 1996: Nash Bridges (1 episodio).
- 1996: Baywatch Nights (1 episodio).
- 1996: Pacific Blue (1 episodio).
- 1996: Nowhere Man (2 episodios).
- 1997 - 2000: Buffy the Vampire Slayer (4 episodios).
- 1998: F/X: The Series (1 episodio).
- 2001: Star Trek: Voyager (1 episodio).
- 2005: Alias (1 episodio).
- 2006: Bob Esponja (2 episodios).
- 2011: Torchwood (1 episodio).
- 2012: NCIS (1 episodio).
- 2012: Castle (1 episodio).

### Videojuegos
- 2003: Buffy the Vampire Slayer: Chaos Bleeds
- 2003: Star Wars: Caballeros de la Antigua República.
- 2004: The Bard's Tale
- 2005: Tom Clancy's Rainbow Six: Lockdown
- 2009: Dragon Age: Origins
- 2010: Majin and the Forsaken Kingdom
- 2010: Kane and Lynch 2: Dog Days
- 2010: Dragon Age: Origins - Awakening
- 2010: Mass Effect 2
- 2012: Mass Effect 3